# 東福寺 (横浜市西区)
東福寺（とうふくじ）は、神奈川県横浜市西区にある高野山真言宗の仏教寺院である。光明山遍照院と号する。
町名にもなっている朱塗りの山門、赤門で知られる。

## 本尊
観世音菩薩 

## 歴史
寛元年間（1243～1247年）元心（玄心）が創立、太田道灌が中興したとされる。
もとは大岡川寄りにあったが、盗賊に焼かれて慶長12年（1607年）当地に移転した。
江戸時代は22の末寺を有していた。
創建以来戦災などで7度焼き尽くされ、本尊及び過去帳のみ難を逃れたが、古文書は全て消滅している。
現在の堂宇は、昭和35年（1960年）に再建されたものである。
境内墓地には、富貴楼お倉、長谷川伸の墓がある。

## 所在地・交通
神奈川県横浜市西区赤門町2-17
- 京急本線黄金町駅から徒歩15分